# Kvietismus

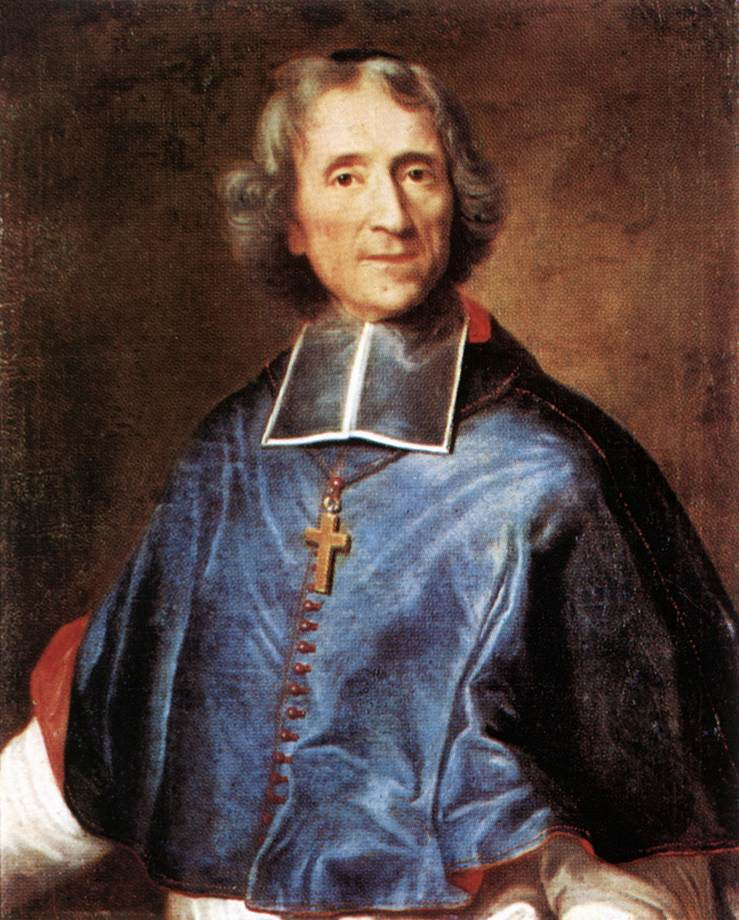
François Fénelon, arcibiskup z Cambrai, zastánce kvietismu

Kvietismus (z latina quietus – klidný) je náboženský etický názor, který hlásá trpný, pasivní vztah k životu.

## Vymezení
Jde o mystický směr, který vznikl v katolicismu v 17. století a hlásal pasivní poměr ke světu a životu, podřízenost Boží vůli, mysticko-kontemplativní pohroužení či zřeknutí se aktivní činnosti. Jeho zásady do značné míry vycházely z fatalismu, který je vlastní mnoha náboženským směrům. Přívrženci kvietismu věřili v možnost bezprostředního spojení s Bohem, což často vedlo k podceňování úlohy církevních obřadů, svátostí i ústních modliteb.
Katolický badatel zdůrazňuje, že „zaměření na čistou lásku k Bohu, úsilí o dokonalou odevzdanost do Boží vůle a pasivita jako podmínka pravé kontemplativní modlitby nejsou samy o sobě něčím špatným. Na scestí vedou až tehdy, když se přehnaně zdůrazňují nebo když se z nich vyvozují nesprávné závěry.“
Poněvadž panovaly obavy, že zásady kvietismu mohou vést k potlačování osobní zodpovědnosti a odmítání jakékoli osobní iniciativy, katolická církev toto učení odmítla. V roce 1687 vydal papež Inocenc XI. bulu Coelestis Pastor, ve které bylo odsouzeno 69 vět vyňatých z dopisů a přednášek Miguela de Molinose, předního představitele kvietismu, jako teze heretické, laxistické a nemorální.

## Představitelé kvietismu
- Předchůdci kvietismu byli španělští sektáři, tzv. alumbrados neboli alombrados. Tito kvietističtí mystikové se vyskytovali ve Španělsku ve 20. letech XVI. století, a to zvláště v Kastilii a kolem Sevilly. Domnívali se, že dokonalý člověk má již v tomto životě patření na bytnost Boží, je ve svém konání bezprostředně veden Duchem svatým a větší dokonalosti dostoupit nemůže. Zavrhovali ústní modlitbu, obřady, přijímání svátostí apod. Duše dokonalého člověka je spojena s Bohem, a proto nemůže být poskvrněna žádným skutkem. Toto jejich přesvědčení údajně vedlo i k tomu, že někteří z nich konali různé výstřednosti. Sekta byla odsouzena španělskou inkvizicí v roce 1623, ale udržela se až do poloviny XVII. století.[5]
- Juan Falconi de Bustamante (1596–1638), kněz z řádu mercedářů, který kladl velký důraz na pasivní ráz kontemplativní modlitby. Jeho hlavní spis se nazývá Cartilla para saber leer en Christo [Spisek o tom, jak umět číst v Kristu]. Italský překlad tří jeho prací byl v roce 1688 zařazen na Index zakázaných knih.[6]
- François Malaval (1627–1719), francouzský mystik, doktor teologie. Ve svých pracích tvrdil, že Boha můžeme najít v hloubi své duše. Katolická církev zařadila dvě jeho práce na Index zakázaných knih[7] a Malaval se nakonec církevní autoritě beze zbytku podrobil.
- Miguel de Molinos (1628–1696), byl španělský kněz a mystický teolog. V roce 1663 se odebral do Říma, kde proslul jako vynikající kazatel. Tam roku 1675 uveřejnil spis La guía espiritual [O duchovním vedení]. Molinos v něm líčí nejlepší cestu k Bohu, přičemž hlavní zásada spočívá v tom, že duše sama se nebude o nic snažit, bude čistá a klidná, bude se vznášet v nicotě a pasivně se ponoří do mysteria Božího; vše ostatní už zařídí Bůh sám.[8] Molinos zavrhl i ústní modlitbu, protože podstatná je modlitba v duchu. Spis měl veliký úspěch; původně byl sepsán španělsky, ale záhy byl přeložen do italštiny, francouzštiny, nizozemštiny, latiny, němčiny a dalších jazyků.[9] Do češtiny ho přeložil Karel Weinfurter pod názvem Duchovní vůdce, který odpoutává duši (1. vyd 1929; 2. vyd. 1992, ISBN 80-85278-10-3). Na nátlak jezuitů byl Molinos v roce 1685 obviněn z bludu a zatčen inkvizicí. V roce 1687 musel odvolat své bludy a byl odsouzen k doživotnímu vězení. Jeho bludy zavrhla v témže roce bula Inocence XI. Coelestis Pastor.[10] Veškeré Molinovy spisy zařadila katolická církev na Index zakázaných knih.[11]
- Madame Jeanne Guyon (1648–1717) byla francouzská mystička, autorka mnoha pojednání, ve kterých hlásala čistou lásku a umrtvení vlastní vůle. Pro své názory strávila mnoho let ve vězení. Její spis Moyen court et très-facile de faire oraison [Krátký a velmi snadný způsob, jak se modlit] zařadila roku 1689 katolická církev na Index zakázaných knih.[12]
- François Fénelon (1651–1715) byl francouzský teolog, arcibiskup v Cambrai. Ujal se paní de Guyon a hájil některé její myšlenky ve spisu Explication des maximes des saints sur la vie intérieure [Vysvětlení výroků světců o vnitřním životě]. V roce 1699 papež Inocenc XII. zavrhl 24 vět z tohoto díla[13] a spis byl zařazen na Index zakázaných knih.[14] Fénelon se rozsudku podrobil.

## Ukázka ze spisuDuchovní vůdce
Duši, která poznala svou nicotnost, zdá se nemožným, že by měla na něco právo. Je neustále naplněna studem a považuje se za nehodnou ctnosti a chvály. (...) Taková duše si volí vždycky postavení nejnižší, nejšpatnější a nejopovrženější, stejně pokud se týká místa, jakož i oděvu a všech jiných věcí, bez nejmenšího předpokladu, že by byla něčím zvláštním, poněvadž se domnívá, že i nejhlubší nízkost přesahuje její zásluhu a že je i toho nehodna. Taková praxe přivede duši k opravdovému jejímu zničení. (...) Ó, jak šťastna je duše, která takto zemřela a zničena jest! Nežije již sama v sobě, poněvadž v ní žije Bůh. (...) Setrvávaje v nicotě, zavřeš dveře všemu, co není Bohem, a také se odpoutáš od vlastního já a půjdeš vstříc oné vnitřní osamělosti, kde božský ženich mluví v srdci své nevěsty a poučuje ji o vysoké a božské moudrosti. Utop se sám v této nicotě a nalezneš v ní posvátný útulek proti každé nepohodě. (...) Konečně nehledej nic, nežádej nic, nechtěj nic, nesnaž se o nic a pak tvoje duše vstoupí ve všem do klidu a bude žíti tiše a s plnou radostí. (...) Kráčej tudíž touto cestou a hleď sebe sama pochovati v této nicotě, sama sebe ztratit a hluboce se tam ponořit, chceš-li býti zničen, spojen s Bohem a přetvořen.
Miguel de Molinos, Duchovní vůdce